# Hobart Brown Upjohn
Hobart Brown Upjohn est un architecte américain né à New York en 1876, mort en 1949, issu d'une dynastie d'architectes:
Son père: Richard Michell Upjohn (1828-1903).
Son grand-père Richard Upjohn (1802-1878).

## Réalisations
- Roanoke Rapids, église Alls Saints,
- Scarsdale, église Saint James the Less,